# Semantic MediaWiki
Semantic MediaWiki (SMW) é uma extensão do MediaWiki tradicional que usa tecnologias da web semântica (OWL, RDF, etc.) para possibilitar que o ambiente wiki, além da navegação por meio de hiperligações, passe a ter uma estrutura que possa ser entendida pelas máquinas. Permite que os artigos (e hiperligações) possuam relações, atributos etc.. Assim, o SMW pode ajudar na busca, organização, navegação, melhoria e compartilhamento do conteúdo do wiki. Por ser uma extensão, nenhuma parte do MediaWiki é sobrescrita, sendo assim, pode ser incorporada a wikis já em pleno funcionamento sem muito custo de migração. 
Inicialmente o SMW foi desenvolvido por Markus Krötzsch, Denny Vrandečić e Max Völkel, e sua primeira versão foi lançada em 2005.

## Mapeamento OWL
A maioria das anotações nas páginas do SMW pode ser exportada em termos de OWL DL. Basicamente tem-se o seguinte mapeamento
: 
- páginas normais correspondem a instâncias
- categorias correspondem a classes OWL.
- propriedades são diretamente interpretadas como object properties ou dataType properties em OWL DL, dependendo do tipo de dados declarado no wiki.
- valores de propriedades podem ser instâncias ou valores literais

Formalmente, estas anotações são interpretadas na OWL DL, usando o Semantic Wiki Vocabulary and Terminology  (SWIVT).